# Comuna Lenkivți, Șepetivka
Lenkivți (în ucraineană Ленківці) este o comună în raionul Șepetivka, regiunea Hmelnîțkîi, Ucraina, formată din satele Lenkivți (reședința) și Step.

## Demografie
Componența lingvistică a comunei Lenkivți
     Ucraineană (98,52%)
     Rusă (1,15%)
     Alte limbi (0,16%)
Conform recensământului din 2001, majoritatea populației comunei Lenkivți era vorbitoare de ucraineană (98,52%), existând în minoritate și vorbitori de rusă (1,15%).